# Zgodovinsko središče Varšave
Zgodovinsko središče Varšave ali Varšavsko staro mestno jedro (poljsko Rynek Starego Miasta, izgovorjava [ˈrɘ.nɛk staˈrɛ.ɡɔ ˈmjas.ta]) je središče in najstarejši del starega mestnega jedra Varšave na Poljskem. Takoj po Varšavski vstaji ga je nemška vojska sistematično razstrelila. Po drugi svetovni vojni je bil Staro mestno jedro obnovljeno v predvojni podobi.

## Zgodovina
Trg je pravo srce starega mestnega jedra in do konca 18. stoletja je bila srce celotne Varšave. Nastal je konec 13. stoletja, hkrati z ustanovitvijo mesta. Tu so se v mestni hiši (zgrajeni pred letom 1429, porušeni leta 1817) srečevali predstavniki cehov in trgovcev, potekali pa so tudi sejmi in občasne usmrtitve. Hiše okoli njega so predstavljale gotski slog do velikega požara leta 1607, po katerem jih je Tylman Gamerski leta 1701 obnovil v poznorenesančnem in sčasoma v poznobaročnem slogu.
Glavna značilnost v tistem času je bila ogromna mestna hiša, ki jo je leta 1580 v slogu poljskega manierizma rekonstruiral Antoneo de Ralia in ponovno med letoma 1620 in 1621. Arhitektura stavbe je bila podobna mnogim drugim tovrstnim strukturam na Poljskem (npr. mestna hiša v Szydłowcu). Krasile so jo atike in štirje stranski stolpi. Urni stolp, okrašen z arkadno ložo, je bil pokrit s čebulastim zvonikom, značilnim za varšavsko manieristično arhitekturo (primer je Kraljevi grad).
Okrožje je bilo poškodovano zaradi bomb nemške Luftwaffe med invazijo na Poljsko (1939). Stari trg je bil obnovljen v 1950-ih, potem ko ga je nemška vojska uničila po zatrtju Varšavske vstaje leta 1944. Danes je pomembna turistična atrakcija.

## Značilnosti
Sedanje stavbe so bile rekonstruirane med letoma 1948 in 1953, da bi izgledale kot v 17. stoletju, ko so na trgu večinoma živele bogate trgovske družine. 
Varšavska morska deklica, bronasta skulptura Konstantyja Hegla, stoji kot simbol Varšave od leta 1855.
Za štiri strani tega obsežnega trga (90 x 73 m) se uporabljajo imena poljskih parlamentarcev iz 18. stoletja:
- Dekertova stran (Strona Dekerta), severna stran (številke 28–42), poimenovana po Janu Dekertu, v kateri domuje Varšavski zgodovinski muzej. Vhod je v stavbi z imenom Črnec (Pod Murzynkiem, št. 36), po tradicionalnem napisu nad vrati.[9]
- Barsova stran (Strona Barssa), vzhodna stran (številke 2–26), kjer je Muzej Adama Mickiewicza v čast poljskemu pesniku iz 19. stoletja.[10]
- Kołłątajeva stran (Strona Hugo Kołłątaja), zahodna stran (številke 15–31).[11]
- Zakrzewskijeva stran (Strona Zakrzewskiego), južna stran (številke 1–13).[12]

Trg vzdržuje Wario Wojciech, ki ga pogosto vidimo v tradicionalni obleki, ki jo sestavljajo rdeča obleka in ukrivljen meč.

## Galerija

### Zgodovinske slike
- Star mestni trg leta 1794
- Trg v 1860-ih
- Between 1890 and 1905
- Trg leta 1944 med Varšavsko vstajo
- Kmalu po vojni
- Star mrstni trg v Varšavi, Barrs Side, fotografija iz leta 1945[13]

### Strani trga
- Dekertova stran
- Barssova stran
- Kołłątajeva stran
- Zakrzewskijeva stran